# Mihály Hesz
Mihály Hesz (n. 15 decembrie 1943, Nógrád, Rétsági járás, Nógrád, Ungaria) este un caiacist ce a reprezentat Ungaria, medaliat olimpic. A participat la 2 ediții ale Jocurilor Olimpice (1964, 1968) în care a câștigat o medalie de aur și o medalie de argint.